# Лета
Лета (на старогръцки: λήθη, забрава) в древногръцката митология е една от петте реки, течащи в Подземното царство на бог Хадес. Същото име носят и равнината, през която протича, както и олицетворяващата ги богиня - често срещана корелация между обект и субект в митологичните системи).

## Лета и Мнемозина
Лета е обичан от поети и художници образ и утвърдена метафора и синоним на забравата, а по-напред - на смъртта, след която, според легендата сенките (душите на умрелите) отпиват от водите й и забравят предишното си съществуване. Според древногръцкия философ Платон, душите пият от Лета във връзка със своята метемпсихоза - прераждането си, преди което правят това за да забравят стария си живот. Като антипод на реката Лета, в Древността се посочва друга от реките в Аид, наименувана на една от музите - Мнемозина. Според тези представи, пиещият от водите ѝ си спомня всичките си стари съществувания и придобива огромно знание. Благодарение на това, душата може (според орфизма) да прекъсне поредицата от своите реинкарнации. Във връзка със същите легенди, в оракула на Трофоний, близо до Лебадея (съвременна Ливадия, Гърция), за който се е смятало, че е вход към Подземния свят, има два извора, наречени Лета и Мнемозина.